# Gule Gule
Gule Gule – wieś w Iranie, w ostanie Azerbejdżan Zachodni, w szahrestanie Takab. W 2006 roku liczyła 182 mieszkańców.